# Светимост
В астрономията, светимост е количеството енергия, което излъчва дадено тяло за единица време.
Светимостта на звездите има два начина на определяне: видима (отчитаща само видимата светлина) и болометрична (общата излъчена енергия); болометърът е инструмент за измерване на потока лъчиста енергия в широк диапазон на дължините на вълните чрез абсорбиране и измерване на затоплянето. Когато не е посочено друго, под светимост се разбира болометричната такава, която според СИ се измерва във ватове или ако говорим за слънчева светимост - {\displaystyle L_{\odot }} - колко пъти повече излъчва даден обект от Слънцето, чиято светимост е 3,90.1026 W.
Светимостта не зависи от разстоянието и се измерва като абсолютна звездна величина, съответстваща на видимата светимост или болометрична величина, съответстваща на болометричната светимост. За разлика от светимостта, видимата яркост зависи от разстоянието, като връзката е обратно квадратична. Видимата яркост обикновено се измерва чрез видимата звездна величина.
При измерването на яркостта на една звезда, видимата светимост (не общата светимост в целия спектър), видимата звездна величина (видима яркост) и разстоянието са взаимносвързани параметри. Ако два от тях са известни, третият може да бъде определен.

## Изчисляване на яркост и светимост
Да вземем точков източник на светлина със светимост {\displaystyle L}, който излъчва равномерно във всички посоки. Куха сфера с център този точков източник би била осветена равномерно по цялата си вътрешна повърхност от източника. Ако радиусът се увеличава, площта на повърхността също се увеличава, което води до намаляване на наблюдаваната яркост.
{\displaystyle b={\frac {L}{A}}}
където
{\displaystyle A} е площта на осветената повърхност.
За звездите и другите точкови източници на светлина, {\displaystyle A=4\pi r^{2}}, така че
{\displaystyle b={\frac {L}{4\pi r^{2}}}\,}
където
{\displaystyle r} е разстоянието от наблюдателя до източника на светлина.
Доказано е също така, че светимостта на една звезда {\displaystyle L} (ако приемем, че звездата е абсолютно черно тяло, което е добро приближение) е свързана и с температурата {\displaystyle T} и радиуса {\displaystyle R} на звездата чрез следната зависимост:
{\displaystyle L=4\pi R^{2}\sigma T^{4}\,}
където
σ е константата на Стефан-Болцман 5,67.10−8 W·m-2·K-4
Разделяйки на светимостта на Слънцето {\displaystyle L_{\odot }} и съкращавайки константите, получаваме следната зависимост:
{\displaystyle {\frac {L}{L_{\odot }}}={\left({\frac {R}{R_{\odot }}}\right)}^{2}{\left({\frac {T}{T_{\odot }}}\right)}^{4}}.
За звезди от главната последователност, светимостта е свързана и с масата:
{\displaystyle {\frac {L}{L_{\odot }}}\sim {\left({\frac {M}{M_{\odot }}}\right)}^{3.9}}
Очевидно е, че светимостта, температурата, радиусът и масата са взаимно свързани.
Между звездната величина и видимата яркост съществува логаритмична връзка. Видимата звездна величина представлява наблюдаваната от Земята яркост, а абсолютната звездна величина е видимата звездна величина от разстояние 10 парсека.
Ако разполагаме с видимата светимост (не общата), можем да изчислим видимата звездна величина на една звезда от дадено разстояние:
{\displaystyle m_{\rm {star}}=m_{\rm {sun}}-2.5\log _{10}\left({L_{\rm {star}} \over L_{\odot }}\cdot \left({\frac {r_{\rm {sun}}}{r_{\rm {star}}}}\right)^{2}\right)},
където
mstar е видимата звездна величина на звездата (безразмерно число)
msun е видимата звездна величина на Слънцето (също безразмерна)
Lstar е видимата светимост на звездата
{\displaystyle L_{\odot }} е видимата светимост на Слънцето
rstar е разстоянието до звездата
rsun е разстоянието до Слънцето
И така, като знаем, че msun = −26.73, distsun = 1.58 × 10−5 ly, получаваме следната опростена формула:
mstar = − 2.72 − 2.5 · log(Lstar/diststar2)